# لارفيك
هي مدينة وبلدية في مقاطعة فستفول، النرويج. المركز الإداري للبلدية هي مدينة لارفيك. بلدية لارفيك لديها نحو 41364 نسمة، ومساحتها 530 كيلومتر مربع.

## أعلام
- كارل أنطون لارسن
- أويفيند إريكسن
- كنوت هيل
- أنيت كيم
- كولن آرتشر
- أتل بيديرسين